# Warnes
Warnes è un comune (municipio in spagnolo) della Bolivia nella provincia di Ignacio Warnes (dipartimento di Santa Cruz) con 52.887 abitanti (dato 2010).

## Cantoni
Il comune è suddiviso in 6 cantoni:
- Azusaqui
- Chuchio
- Juan Latino
- Los Chacos
- Tocomechi
- Warnes